# Novofastiv, Pohrebîșce
Novofastiv (în ucraineană Новофастів) este localitatea de reședință a comunei Novofastiv din raionul Pohrebîșce, regiunea Vinnița, Ucraina.

## Demografie
Componența lingvistică a localității Novofastiv
     Ucraineană (98,56%)
     Rusă (1,23%)
     Alte limbi (0,1%)
Conform recensământului din 2001, majoritatea populației localității Novofastiv era vorbitoare de ucraineană (98,56%), existând în minoritate și vorbitori de rusă (1,23%).